# 4th「이키맛쇼이!」
4th「이키맛쇼이!」(4th「いきまっしょい!」, Fourth ~ )는 2002년 3월 27일에 발매된 모닝구무스메의 네 번째 정규 앨범이다.

## 개요
- 4기 멤버 (요시자와 히토미, 이시카와 리카, 쯔지 노조미, 카고 아이), 5기 멤버 (다카하시 아이, 콘노 아사미, 오가와 마코토, 니이가키 리사)가 가입한 후 첫 번째 정규 앨범이다.
- Mr.Moonlight ~사랑의 빅밴드~ 롱 버전은 약 3분의 CD 드라마로 시작되고, 당시 이치이 사야카 in CUBIC-CROSS의 멤버였던 다이세(현재 : 다이세이)가 경비원 역할로 등장한다.

## 수록곡
1. ザ☆ピ~ス! (Complete Version)
작사, 작곡 : 층쿠 / 편곡 : 댄스☆맨 / 혼 어렌지 : 가와마쓰 히사요시[1]
2. いいことある記念の瞬間
작사, 작곡 : 층쿠 / 편곡 : 댄스☆맨
3. Mr.Moonlight ~愛のビッグバンド~ (Long Version)
작사, 작곡 : 층쿠 / 편곡 : 스즈키 슌스케 / 혼 어렌지 : 가와마쓰 히사요시
4. 初めてのロックコンサート
작사, 작곡 : 층쿠 / 편곡 : AKIRA
5. 男友達
작사, 작곡 : 층쿠 / 편곡 : 스즈키 슌스케
6. そうだ! We're ALIVE
작사, 작곡 : 층쿠 / 편곡 : 댄스☆맨
7. でっかい宇宙に愛がある (Album Version)
작사, 작곡 : 층쿠 / 편곡 : 스즈키 슌스케
8. いきまっしょい!
작사, 작곡 : 층쿠 / 편곡 : 고니시 다카오
9. 電車の二人
작사, 작곡 : 층쿠 / 편곡 : 마에지마 야스아키
10. 本気で熱いテーマソング
작사, 작곡 : 층쿠 / 편곡 : 댄스☆맨 / 혼 어렌지 : 가와마쓰 히사요시
11. 好きな先輩
작사, 작곡 : 층쿠 / 편곡 : 다카하시 유이치
12. 恋愛レボリューション21 (13인 Version)
작사, 작곡 : 층쿠 / 편곡 : 댄스☆맨
13. なんにも言わずに I LOVE YOU
작사, 작곡 : 층쿠 / 편곡 : 고니시 다카오

## 참가 뮤지션
- 구와노 노부요시 - 트럼펫
- 와타나베 셰어 - 키보드
- 이나바 아쓰코 - 코러스

## 악보
부드럽게 칠 수 있는 피아노 솔로 모닝구무스메 4th「이키맛쇼이!」 (도레미악보출판, 2002년 4월 30일) ISBN 4-8108-5363-2

## 차트
- 주간최고순위 1위 (오리콘 차트)
- 등장횟수 11주 (오리콘 차트)
- 판매량 약 52만장